# Pherbellia vitalis
Pherbellia vitalis är en tvåvingeart som först beskrevs av Cresson 1920.  Pherbellia vitalis ingår i släktet Pherbellia och familjen kärrflugor. Inga underarter finns listade i Catalogue of Life.